# Daniel Sam
Daniel Sam, né le 13 août 1981 est un boxeur anglais de muay-thaï et de kick-boxing. 
Sa carrure lui vaut d'être surnommé « le Guerrier » dans le milieu de la boxe, du fait qu'il mesure 1,97 m et pèse 116 kg. Il est connu pour ses genoux volants, les coups bas dévastateurs et les coups de poing forts. Il est actuellement positionné à la première place du classement britannique des meilleurs boxeurs de la division de muay-thaï, devant notamment Chris Knowles.

## Biographie
Le 24 novembre 2016, lors de la seconde édition du Paris Fight, Daniel Sam affronte le champion du monde IKF dans la catégorie des poids lourds Patrice Quarteron, qui présente une période d'invincibilité de 7 ans. Le boxeur anglais s'impose par décision au terme de trois reprises en muay-thaï.
À la suite de cela, le rappeur français Booba publie, le 26 décembre 2016, un clash à l'attention de Patrice Quarteron intitulé "Daniel Sam", dans lequel il déclare notamment : « Daniel Sam t'a sodomisé j'étais aux States  roulais mon joint ».